# Menesia javanica
Menesia javanica là một loài bọ cánh cứng trong họ Cerambycidae.